# جورج ايشليمان
جورج ايشليمان (بالإنجليزية: Georges Aeschlimann)‏ ولد بتاريخ 11 يناير 1920 في برن، وتوفي في 10 نوفمبر 2010 في سويسرا، كان دراج سويسري.

## روابط خارجية
- جورج ايشليمان على موقع أرشيف الدراجات (الإنجليزية)
- جورج ايشليمان على موقع إحصائيات الدراجات الإحترافية (الإنجليزية)
- جورج ايشليمان على موقع CycleBase (الإنجليزية)